# Józef Wąsik
Józef Wąsik (ur. 8 lipca 1894, zm. 1 września 1939 w Gdańsku) – polski pocztowiec, naczelnik Polskiego Urzędu Pocztowo-Telegraficznego w Wolnym Mieście Gdańsku. Poległ w końcowej fazie obrony Poczty Polskiej w Gdańsku.

## Obrona Poczty Polskiej w Gdańsku
1 września 1939 roku wraz z pocztowcami, którzy zostali na noc, wziął udział w trwającej około czternaście godzin obronie. Około godziny 18:30 podjęto decyzję o kapitulacji. Wąsik wyszedł z budynku jako drugi (pierwszy wyszedł dyrektor Jan Michoń). Został zaatakowany miotaczem ognia i zmarł na miejscu. Nie udało się ustalić, co stało się z jego ciałem później. Ku pamięci Wąsika powstał nagrobek na Cmentarzu na Zaspie.

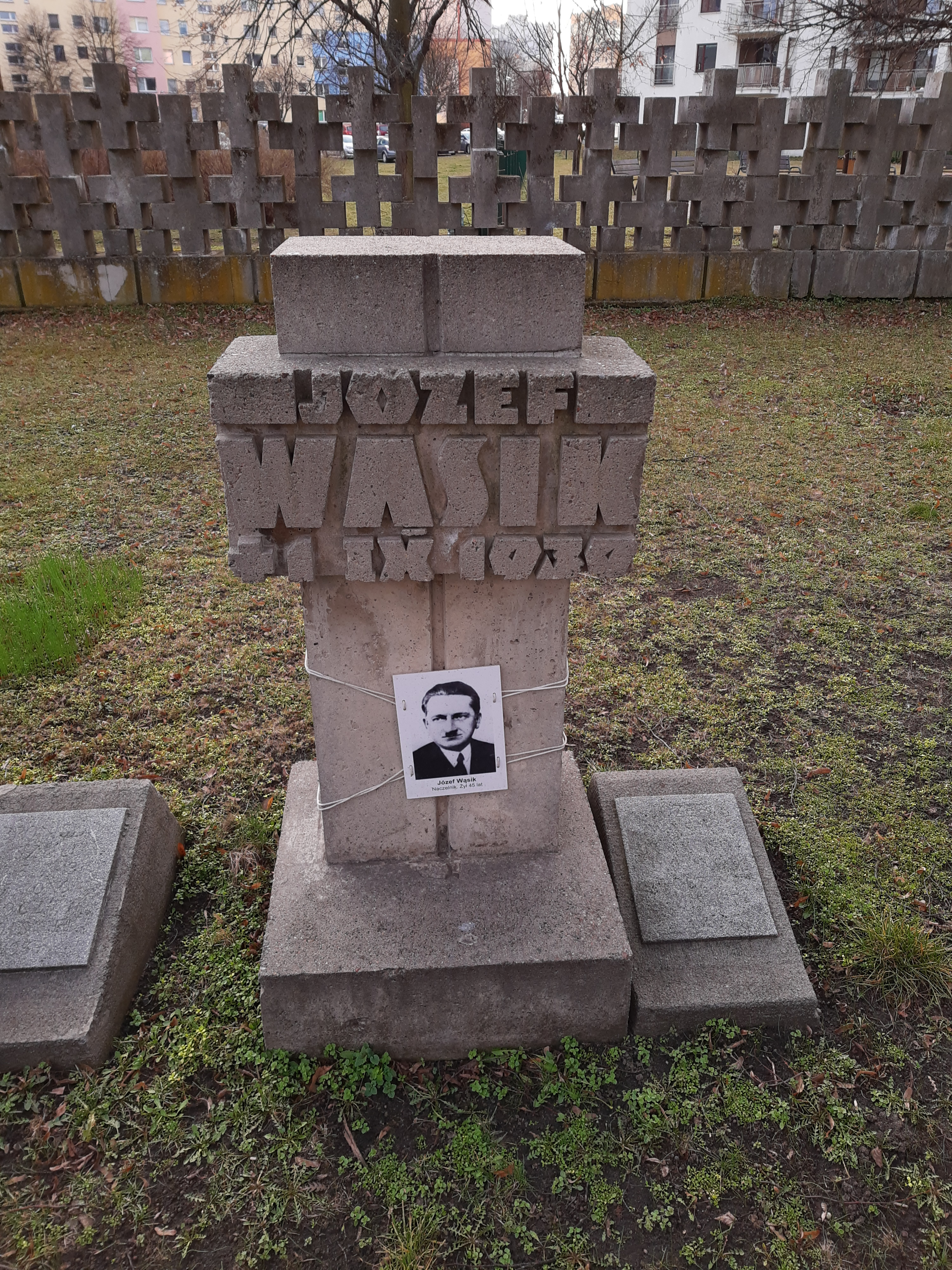
Grób symboliczny Józefa Wąsika na Cmentarzu Ofiar Hitleryzmu na Zaspie

## Ustalenia z 2015
W 2015 polski historyk kupił na aukcji internetowej album ze starymi zdjęciami z roku 1939. Jedno zdjęcie szczególnie przykuło jego uwagę. Po dokładnej analizie ustalono, iż na tym zdjęciu widać spalony budynek Poczty Polskiej, a przed wejściem można ujrzeć ciało zastrzelonego Jana Michonia oraz spalone ciało Józefa Wąsika. Zdjęcie to potwierdza, że naczelnik poczty został zaatakowany miotaczem ognia.